# Anneke Venema
Anneke Venema (* 19. Januar 1971 in Veendam) ist eine ehemalige niederländische Ruderin. Sie ist zweifache Olympiateilnehmerin und gewann als Mitglied des niederländischen Achters bei den Olympischen Sommerspielen 2000 in Sydney die Silbermedaille.
Venema begann ihre sportliche Laufbahn bei der Rudervereinigung Gyas in Groningen. Ihr Debüt bei den Olympischen Spielen gab sie 1996 in Atlanta. Zusammen mit Elien Meijer erreichte sie im Zweier ohne Steuerfrau den achten Rang. Danach zog sie sich zunächst vom Rudersport zurück, wurde jedoch 1998 Mitglied des niederländischen Achters. In diesem Boot gelang ihr bei den Olympischen Sommerspielen in Sydney der größte Erfolg ihrer Karriere. Hinter dem Boot aus Rumänien erreichten die Niederländerinnen die Silbermedaille.
In ihrem Heimatverein Gyas wurde Venema 2001 zum Ehrenmitglied gewählt.